# Château de la Mormaire
Le château de la Mormaire est un château situé dans la commune de Grosrouvre, dans le département des Yvelines.

## Toponymie
Les mentions les plus anciennes du lieu sont : Milon de Mortuo-Mari en 1142, Nicholaus de Mortua-Mari en 1239, Mormère 1635, Mohr-mer  en 1681, Morte-mer en 1703, La Mormets v. 1757, La Mormaire v. 1850.
L'étymologie propose que ce nom de la langue d'oïl soit issu du lat. Mortum "mort, au sens de dormant, stagnant" + lat. mare "mer, grande étendue d'eau non salée". Il tire son origine de la topographie locale, et signifie "(le lieu) à la grande étendue d'eau stagnante, grand marais". Elle peut être rapprochée de l'abbaye de Mortemer (Oise).

## Histoire
Les seigneurs de La Mormaire sont :
- 1556, Miles d'(H)aligre, contrôleur en l'élection de Montfort[2],[6].
- 1574 - 1576, Louis de Manneville[2],[6].
- 1582, Laurent Regnard, conseiller et secrétaire du roi Henri III, demeurant à Paris , rue Saint-André-des-Arts, qui ne tarda pas à réunir à son acquisition les fiefs de La Mandreux en 1606 et de La Noue en 1612 et fit reconstruire le château actuel[6].
- 1635, Charles Regnard, avocat au Parlement[2].
- 1653, Jacques Regnar(d)[2].
- 1681-1685-1691, Charles-Laurent de Chennevières, écuyer, conseiller du roi, est président en l'élection de Paris[2].
- 1748, la veuve de P.-François de Moncrif provoque la vente  de la seigneurie de la Mormaire[2].

En 1762, Claude Nicolas Peteau, mousquetaire, est seigneur de la Mormaire. En effet la famille Peteau qui a été anoblie en Petau de Maulette par Louis XV et a bâti le manoir de Maulette posséda plusieurs châteaux dans la région : la Mormaire et la Couarde entre autres, puis habita Montfort l'Amaury, dont une rue porte le nom de Petau de Maulette,.
Ensuite, le château fut la propriété du patron de presse Hippolyte Auguste Marinoni, puis du financier Robert Cottin (gendre du ministre Maurice Richard). 
Il appartient aujourd'hui à l'homme d'affaires milliardaire François Pinault.

## Monument historique
L' inscription au titre des monuments historiques date du 17 décembre 1990, tant pour le château du 17e siècle que pour le parc réaménagé à la fin du 20e siècle.